# Aranbizkarra
 (mai 2021).
Si vous disposez d'ouvrages ou d'articles de référence ou si vous connaissez des sites web de qualité traitant du thème abordé ici, merci de compléter l'article en donnant les références utiles à sa vérifiabilité et en les liant à la section « Notes et références ».
Aranbizkarra en euskara et officiellement ou Aranbizcarra en espagnol est un quartier de la ville de Vitoria-Gasteiz en Pays basque dans la province d'Alava, en Espagne.
Le quartier est situé au nord-est de la ville et il est un des plus peuplés de Vitoria-Gasteiz. Il comptait 14.160 habitants en 2001 et 8.533 en 2008.
Bien que quelques logements aient été déjà construits dans la zone durant des années précédentes, on peut dire que ce quartier est né à partir de 1972 quand on a démarré la promotion d'Aranbizkarra combinant initiative publique et privée. 70 % des logements du quartier ont été construits entre 1971 et 1980. Il s'agit de d'un des quartiers de la seconde génération d'ensembles de logements de la périphérie de Vitoria-Gasteiz, qui correspond aux années 1970. C'est un quartier de caractère ouvrier, mais sans un caractère aussi marqué que le quartier voisin de Zaramaga ou d'Adurtza construits dans la décennie précédente.
C'est un quartier éminemment résidentiel, de tours d'appartements. Le commerce établi dans le quartier est dédié aux premières nécessités. Le quartier est articulé autour d'un grand parc, le Parque d'Aranbizkarra, qui lui donne le nom. Le toponyme d'Aranbizkarra dérive à son tour de celui du quartier d'Arana (la vallée). Aranbizkarra se trouve sur un plan légèrement supérieur de la zone d'Arana, d'où dérive sa dénomination, qui signifie en basque colline d'Arana.
Le Portail de Villarreal et le Portail de Gamarra le séparent par l'ouest du quartier de Zaramaga. La rue de Madrid, qui fait partie de l'ancienne route périphérique, le sépare du nord par Betoño. La rue d'Andalousie, à l'ouest du quartier d'Aranzabela. La rue de Valladolid, au sud du quartier d'Arana, la Plaza Provincias Basques et la rue Arana, le sépare aussi par le sud du quartier Done Jakue. La rue de Los Herrán, Obispo Ballester et Reyes de Navarra le séparent par le sud-ouest de Anglo-Vasco.